# 青云接武牌坊
青云接武牌坊位于中国山西省沁水县土沃乡西文兴村，2006年作为柳氏民居的一部分列为第六批全国重点文物保护单位。
青云接武牌坊是一座功德牌坊，立于明嘉靖二十九年（1550），褒扬西文兴柳氏第六代柳遇春，嘉靖二十五年（1546年）丙午科中，任山东宁海知州，补陕西同州知州。毗邻的“丹桂传芳牌坊”，系褒扬其曾祖父，西文兴柳氏第三代柳騄，成化十六年（1480年）庚子科中，授正六品承德郎。
柳氏民居除两座石牌坊为明代所建，其它建筑均为清代所建。